# Червоногвардійське (село)
Червоногварді́йське — колишнє село в Україні, Сумській області, Роменському районі. Було підпорядковане Зарудянській сільській раді.
Зняте з обліку рішенням Сумської обласної ради 22 грудня 2015 року.

## Географія
Село Червоногвардійське було розташоване на відстані 0.5 км від села Мале та 1,5 км від знятого з обліку 2008 року с. Розумакове.
По селу протікав струмок, що пересихає.